# Сергеев, Иван Александрович (военный деятель)
Ива́н Алекса́ндрович Серге́ев (14 сентября 1923, Тинсарино, Чебоксарский уезд, Чувашская автономная область, РСФСР, СССР — 26 марта 2007, Кокшайск, Звениговский район, Марий Эл, Россия) — советский военный деятель. Участник Великой Отечественной войны и советско-японской войны, гвардии старшина. Член ВКП(б) с 1944 года.

## Биография
Родился 14 сентября 1923 года в дер. Тинсарино ныне Мариинско-Посадского района Чувашии.
В 1942 году призван в РККА. Участник Великой Отечественной войны: в 1943 году окончил пехотное училище в Казани, затем курсы танкистов в Баку, механик-водитель танка Т-34 84 гвардейского танкового полка 30 гвардейской механизированной бригады 9 гвардейского механизированного корпуса в боях на Украине, в Молдавии, Румынии, Венгрии, Австрии, Чехословакии, гвардии старшина. В 1944 году принят в ВКП(б). Его танк прошёл свыше 2000 км без аварий, раздавил много техники врага. Участник войны с Японией: в условиях горной безводной местности Большого Хингана и болот Маньчжурии совершил марш (свыше 1000 км) без аварии и единой поломки танка. Был неоднократно ранен. За мужество и героизм в боях с врагом награждён орденами Славы III степени, орденом Отечественной войны I и II степени, орденом Красной Звезды (четырежды) и медалями.
В 1977—1994 годах был начальником пожарной части № 30 в п. Кокшайск Марийской АССР / Марий Эл. Награждён Почётной грамотой Президиума Верховного Совета Марийской АССР.
Скончался 26 марта 2007 года в п. Кокшайск Звениговского района Марий Эл, где и похоронен.

## Награды
- Орден Славы III степени (06.01.1945)
- Орден Отечественной войны I степени (23.12.1985)[3]
- Орден Отечественной войны II степени (17.05.1945)
- Орден Красной Звезды (23.09.1944, 15.04.1945, 25.05.1945, 01.10.1945)
- Медаль «За победу над Германией в Великой Отечественной войне 1941—1945 гг.» (09.05.1945)
- Медаль «За взятие Вены» (09.06.1945)
- Медаль «За взятие Будапешта» (09.06.1945)
- Медаль «За освобождение Праги» (09.06.1945)
- Медаль «За победу над Японией» (30.09.1945)
- Медаль «За воинскую доблесть. В ознаменование 100-летия со дня рождения Владимира Ильича Ленина»
- Почётная грамота Президиума Верховного Совета Марийской АССР (1965)